# 1-萘异硫氰酸酯
1-萘异硫氰酸酯（缩写ANIT，或称为异硫氰酸1-萘酯）是一种有机化合物，分子式C11H17NS，可看作异硫氰酸与1-萘酚形成的酯。

## 合成
它可由1-萘胺和二硫化碳（或硫光气）在三乙胺存在下反应得到，也可由α-萘硫脲和氯苯合成。